# Hjärnfonden
Hjärnfonden är en svensk stiftelse som samlar in pengar till forskning och information om hjärnan och dess sjukdomar, skador och funktionsnedsättningar. Fondens mål är att finna nya och effektiva behandlingar mot hjärnsjukdomar och skador samt att forskningen, både grundforskning och klinisk forskning, kring detta ämne intensifieras och utvecklas. Forskningen avser även den friska hjärnan och hur den utvecklas och dess potential. Genom information, föreläsningar och seminarier är fondens syfte också att öka kunskapen och engagemanget kring hjärnan och forskningens betydelse för hjärnans sjukdomar, skador och funktionsnedsättningar.
Hjärnfonden har funnits i sin nuvarande form sedan 1994. Före detta finansminister Kjell-Olof Feldt engagerade sig tidigt i Hjärnfonden och var dess ordförande fram till september 2009. Sedan 1994 har mer än en halv miljard svenska kronor delats ut som går till forskning och information. Pengarna kommer från gåvor och testamenten från privatpersoner samt från olika företagssamarbeten.
Kronprinsessan Victoria är fondens beskyddare.